# Castello di Třemešek
Il castello di Třemešek (in ceco Zámek Třemešek) si trova a Králec, località del comune di Dolní Studénky, Distretto di Šumperk nella Regione di Olomouc della Repubblica Ceca dove nel medioevo esisteva il villaggio di Třemešek. L'antico castello risale al XIV secolo ed è stato ricostruito in forme stile Impero nel XIX secolo.

## Storia

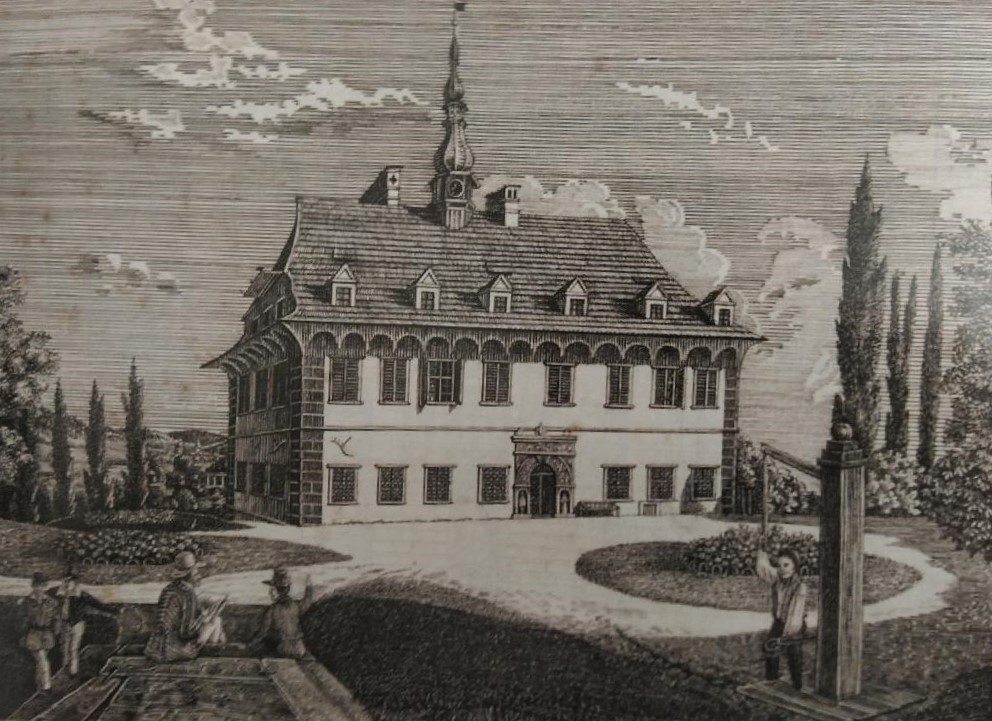
Il castello di Třemešek in una stampa del 1841

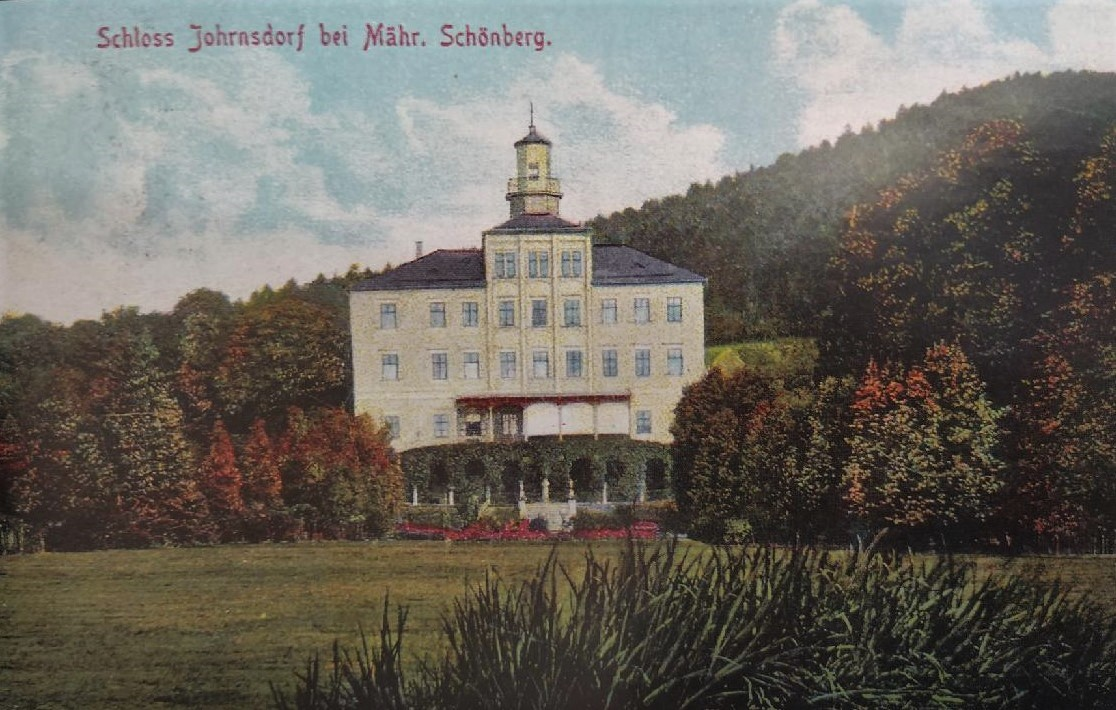
Cartolina illustrata postale con l'immagine de castello di Třemešek come appariva nel periodo a cavallo tra XIX e XX secolo

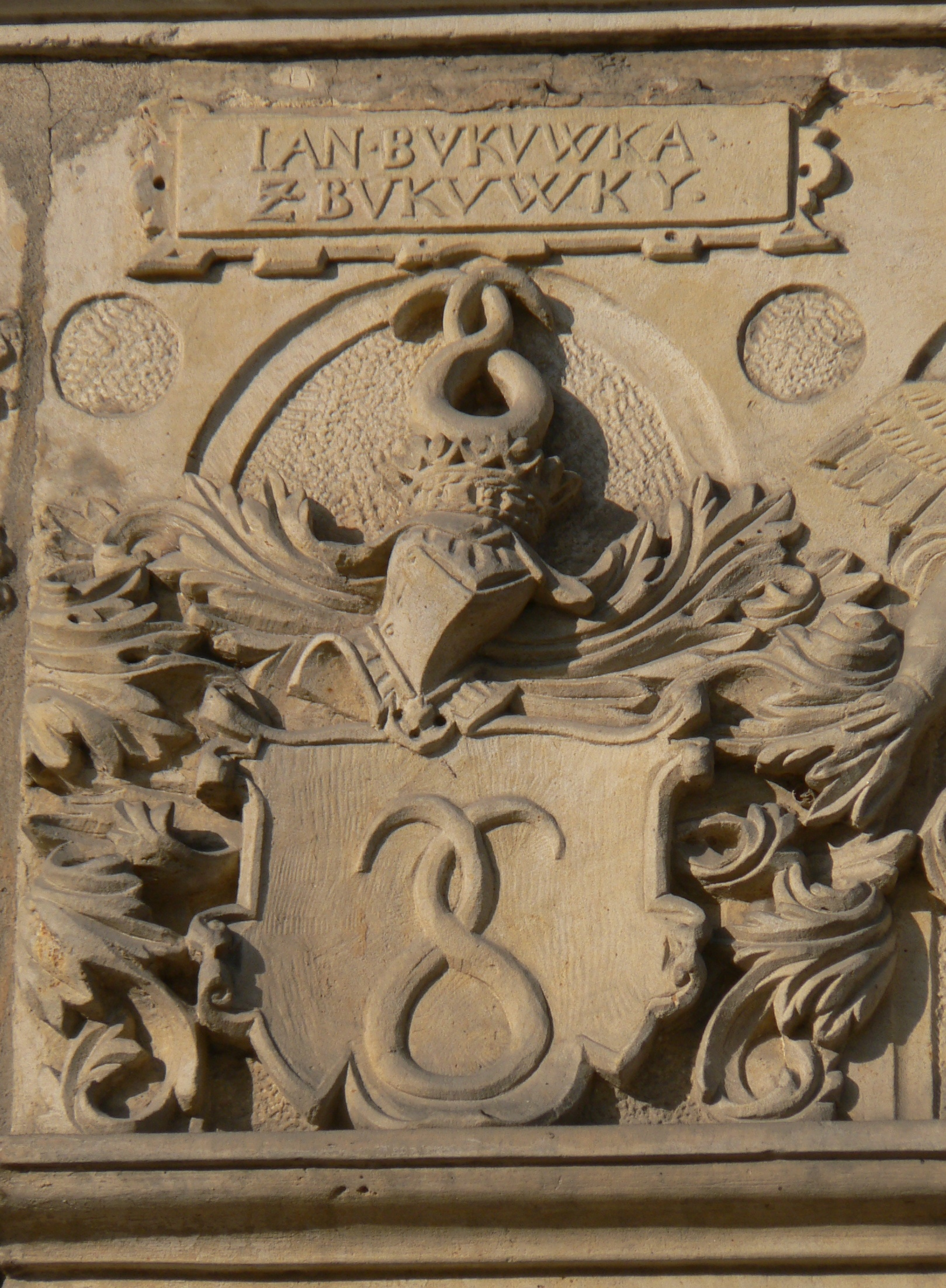
Stemma gentilizio di Jan Bukůvka di Bukůvka sul portale

Il castello venne edificato nel XIV secolo dove, in epoca medievale, si trovava il villaggio di Třemešek. Durante le guerre ceco-ungheresi nella seconda metà del XV secolo il piccolo paese venne devastato e poi scomparve e in seguito nacque il villaggio di Králec che fa parte del comune di Dolní Studénka. Il primo castello venne citato indirettamente la prima volta nel 1346. Durante le guerre hussite appartenne alla famiglia Manx di Kravař. Nel 1471 la fortezza fu conquistata dall'esercito ungherese e semidistrutta. Nel 1527 la proprietà venne acquisita da Petr di Žerotín e nel 1559 passò alla famiglia Bukůvka che qui vi fece edificare una residenza di famiglia e nelle forme di una residenza signorile rinascimentale, completata nel 1587. Rimangono dubbi sul fatto che l'edificio che ci è pervenuto sia stato costruito sul sito della precedente fortezza ma storicamente è noto che la nuova costruzione fu un edificio a un piano con un alto tetto a due falde e una torre di legno. Il portale di grande importanza storica e artistica si è mantenuto e porta la data 1587. Fino al 1653 il castello fu di proprietà della famiglia Bukůvka poi, tra gli anni 1653 e 1771, passò alla famiglia dei conti Zierotin. L'ultimo membro della famiglia, Josef Karel, fece trasformare la torre del castello in un osservatorio astronomico nel 1751 e il telescopio fu realizzato per lui dal famoso ottico inglese Jesse Ramsden. Il castello fu ceduto nel 1771 al commerciante di ŠumperkFranz Tersch. Nel 1857 il castello fu oggetto di una ricostruzione che modificò completamente la struttura, salvandone solo il grande portale, in stile Impero. Al palazzo fu aggiunto un piano, fu costruita una nuova rampa d'ingresso su pilastri bugnati, la facciata fu modificata e anche la torretta venne mutata. I lavori vennero ultimati nel 1861. Quando fu proprietario Eduard Ulrych vicino al castello fu creato un grande allevamento di caprioli poi di daini. Seguirono altri passaggi di proprietà e, dopo la seconda guerra mondiale, la proprietà fu nazionalizzata e l'edificio divenne sede per un collegio di apprendisti di falegnameria della Moravia settentrionale. Nei primi decenni del XXI secolo è stato un ostello sino a quando un incendio lo ha seriamente danneggiato e si è deciso così il suo restauro.

## Descrizione

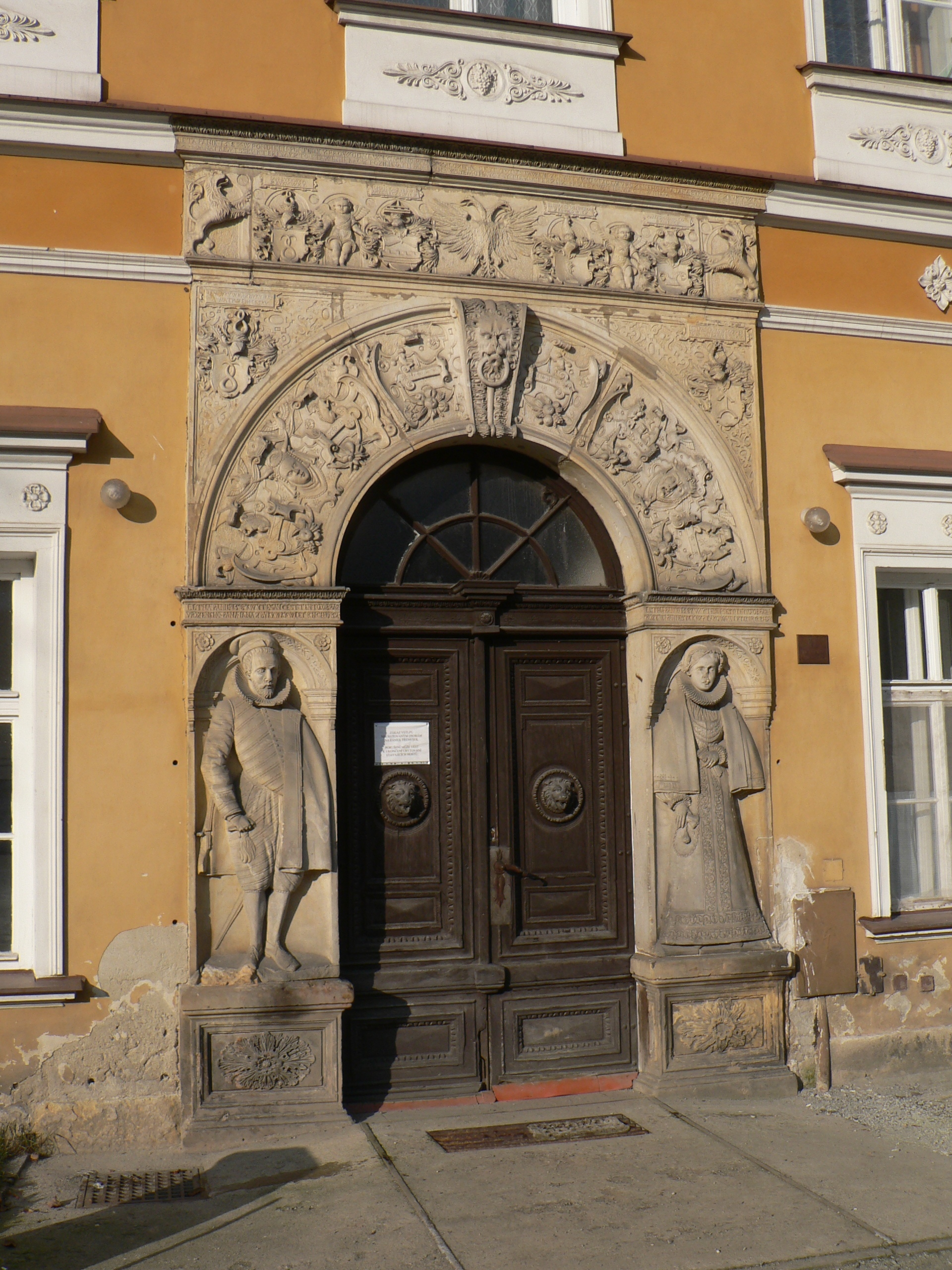
Portale

Il castello si trova a nord est di Králec, località di Dolní Studénky, nella Regione di Olomouc, Repubblica Ceca. Prende il nome dal villaggio che vi esisteva in epoca medievale e si presente come una piccolo dimora feudale circondata da un parco. L'edificio del castello è a pianta rettangolare e si sviluppa su tre piani, con parte centrale che si alza di un ulteriore piano e con torretta posta centralmente sulla copertura del tetto. Edificato in stile tardo impero impero conserva l'importante portale di accesso che si trova nella facciata posteriore risalente alla fine del XVI secolo. Questo portale mostra ai suoi lati i ritratti dei costruttori Johann Bukovky di Bukovka ed Estelka Strakovsky di Bierkov ed è stato realizzato da scalpellini italiani.

### Monumento culturale della Repubblica Ceca
La tutela dei monumenti della Repubblica Ceca considera l'intera area del complesso del castello di Třemešek un monumento culturale tutelato col numero di catalogo 1000142028.